# Blang Kuta (Matangkuli)
Blang Kuta is een bestuurslaag in het regentschap Aceh Utara van de provincie Atjeh, Indonesië. Blang Kuta telt 244 inwoners (volkstelling 2010).